# Stefan Migge
Stefan Migge (* 3. Oktober 1982 in Wiesbaden) ist ein deutscher Schauspieler.

## Leben
Stefan Migge wurde in Wiesbaden geboren und wuchs dort auf. Sein Interesse für Schauspielerei wurde bereits als Schüler des Gymnasiums am Mosbacher Berg in der Theater-AG geweckt. Er beendet die Schule in 2001 mit dem Abitur. Nach seinem Zivildienst studierte Stefan Migge von 2004 bis 2007 Schauspiel an der Schauspielschule Mainz.
Von 2007 bis 2009 spielte er mehrere Hauptrollen am Theater und Philharmonie Thüringen Altenburg/Gera.
Von 2009 bis 2013 war er am Gerhart-Hauptmann-Theater Görlitz-Zittau engagiert und spielte dort neben weiteren die Rollen Hans Scholl in Die Weiße Rose, Aramis in Die drei Musketiere, William in Shakespeares sämtliche Werke (leicht gekürzt) und den Graf Wetter von Strahl in Das Käthchen von Heilbronn.
2013 wechselte er an das Theater Chemnitz und blieb dort bis 2017. Die wichtigsten Rollen waren Hamlet in Hamlet, Caligula in Caligula, Charles in Jeanne oder Die Lerche und Achill in Penthesilea.
Seine Darstellung von Hamlet brachte ihm ein Porträt in Theater der Zeit ein.
Von 2017 bis 2023 besetzte er unter anderem die Bühnenrollen Schwarz in Das Gesicht des Bösen und Oberbürgermeister
Kühn in AufRuhr an Theater und Philharmonie Essen.

## Auszeichnungen und Nominierungen
- 2009: Nominierung zum Nachwuchsspieler in Theater heute[1]
- 2014: Hauptpreis des Sächsischen Theatertreffens (zusammen mit Petra Fischer und Christian Gampert)[8][1]

## Filmografie
- 2007: Die Füchsin (Kurzfilm)[9]
- 2008: Störfaktor (Kurzfilm)
- 2013: SOKO Leipzig (Fernsehserie, 1 Folge)
- 2015: Skript (Kurzfilm)